# Jônathas Nunes
Jônathas de Barros Nunes, ou apenas Jônathas Nunes, (Jerumenha, 5 de junho de 1934) é um professor universitário, Doutor em Física, bacharel em Direito, escritor, Coronel do Exército e político brasileiro que foi deputado federal pelo Piauí.

## Dados biográficos

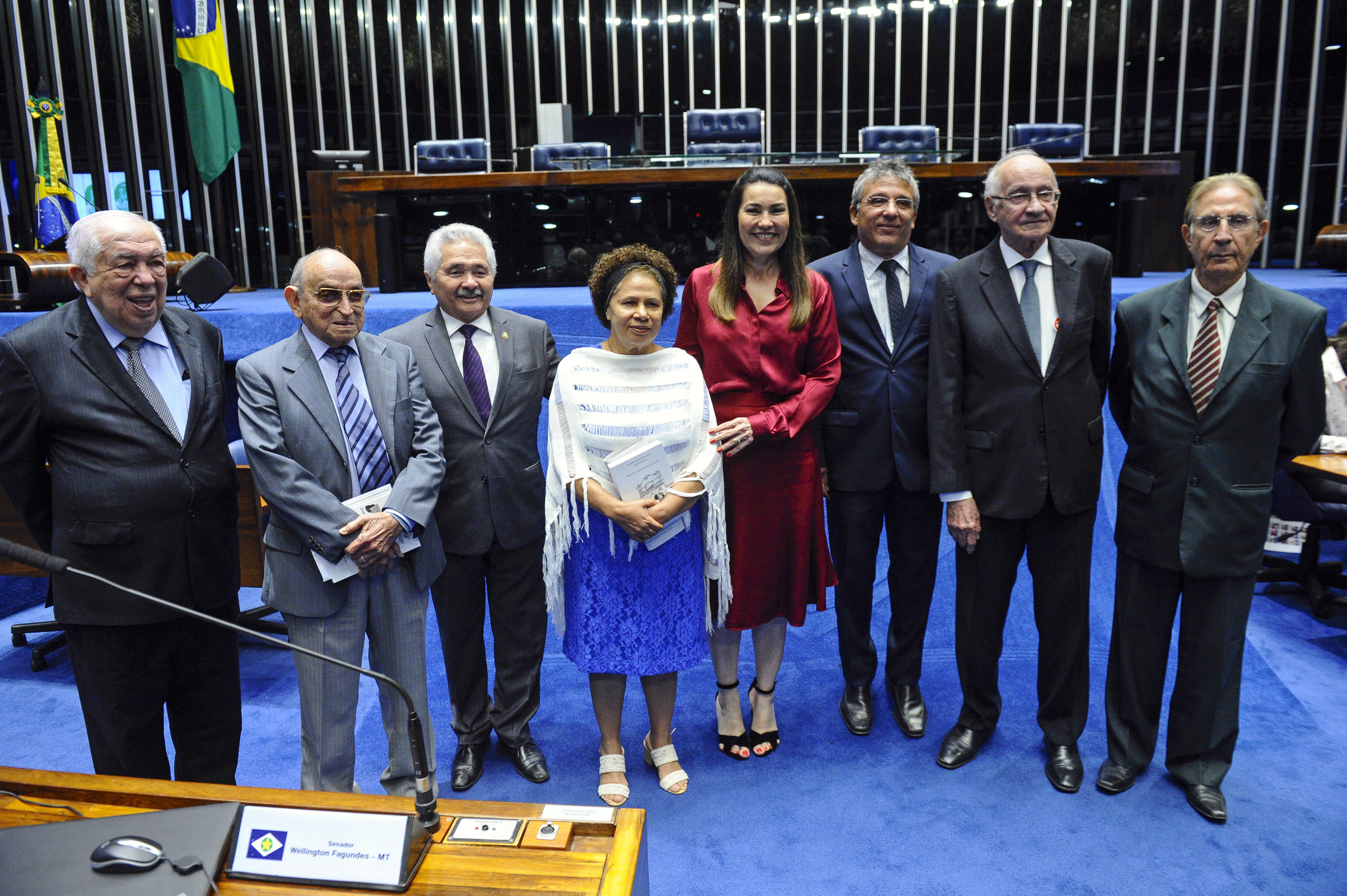
Jônathas de Barros, no plenário do Senado Federal, em 21 de maio de 2018, durante sessão solene do Congresso Nacional destinada à comemoração do centenário da Academia Piauiense de Letras, o primeiro da direita para a esquerda.

Filho de Aurino da Rocha Nunes e Maria Balduíno Nunes, é Bacharel em Direito pela Universidade Federal do Rio de Janeiro e Bacharel em Física pela Universidade de Brasília, além de ter cursado a Academia Militar das Agulhas Negras. Coronel da reserva do Exército Brasileiro, possui Curso Superior de Proficiência em Língua Inglesa pela Universidade de Cambridge e em 1973 tornou-se Doutor (Ph.D) em Física pela Universidade de Londres defendendo a tese intitulada Massive Spin Two Fields and General Relativity.
Assessor do Ministério da Educação e do Conselho Nacional de Educação, foi pró-reitor de Pesquisa e Pós-Graduação da Universidade Federal Rural do Rio de Janeiro, onde lecionou. Foi professor também na Pontifícia Universidade Católica do Rio de Janeiro, na Universidade de Brasília e na Universidade Federal do Piauí. Sua carreira política começou em 1982 ao eleger-se deputado federal pelo PDS. Durante a legislatura votou a favor da emenda Dante de Oliveira em 1984 e em Tancredo Neves no Colégio Eleitoral em 1985, passando pelo PDT quando foi candidato a prefeito de Teresina em 1985. Sob a legenda do PFL figurou como segundo suplente de deputado federal em 1986 e ficou na décima sexta suplência como candidato a deputado estadual em 1990. Filiado ao PTB, perdeu a eleição para deputado federal em 1994.
Ao longo da gestão de Francisco de Assis de Moraes Souza, o Mão Santa, como governador do Piauí foi Reitor da Universidade Estadual do Piauí de janeiro de 1995 a novembro de 2001 e em 1998 acumulou esse cargo com o de Secretário de Educação. Como reitor, foi responsável por um revolucionário processo de expansão e interiorização da UESPI, que chegou aos mais distantes rincões do Estado do Piauí e invadiu o Maranhão e a Bahia, com a criação de 23 núcleos universitários nos estados vizinhos. A instituição saltou de 4 campi para 45, 12 cursos para quase 400, 2 mil alunos para 40 mil, menos de mil inscritos no vestibular 1995 para 61 mil inscritos em 2001. Foram criados cursos pioneiros na instituição e até no estado, como psicologia, medicina, eng. civil, eng. elétrica, segurança pública, direito, fisioterapia, odontologia, comunicação social, além de cursos pré-matutinos e cursos sequenciais de curta duração em áreas específicas do saber. Foram celebrados convênios para cursos de mestrado e doutorado com diversas universidades brasileiras e do exterior. Candidato a governador pelo PMDB em 2002, foi nomeado Superintendente de Ciência e Tecnologia no primeiro governo Wellington Dias. Disputou um mandato de deputado estadual pelo PTB em 2006 e 2010, mas não foi eleito.

### Perseguição da ditadura
Pertencia aos quadros do Exército Brasileiro, mas foi cassado pelo Ato Institucional Número Um outorgado nos primeiros dias do Regime Militar de 1964, preso em Brasília e levado ao quartel-general da 33ª Zona Aérea do Rio de Janeiro, onde permaneceu preso por dez dias, por ser considerado de esquerda.
Em 4 de dezembro de 2013 publica a segunda edição do livro 1964: O DNA da conspiração em coautoria com o também ex-militar cassado pela Ditadura de 1964, Gastão Rúbio de Sá Weyne.
É membro da Academia Piauiense de Letras e da Academia de Ciências do Piauí, a qual preside desde 2015.

## Obras
Lista a completar.
- Notas Técnicas de Física (1992)
- Tempo de universidade (1994)
- Caminhando no Tempo (1998)
- Educação em Dois Tempos (1999)
- Jonathas com a Palavra (2008)
- Maria Helena: Farol de Olhos Azuis (2009)
- 1964: O DNA da Conspiração (2012)
- 1964: O DNA da Conspiração - Ed. Atualizada (2013)
- A Moça da Igreja e o Homem da Rosa Vermelha (2016)